# Carl Legien
Carl Rudolf Legien (Marienburg, 1º dicembre 1861 – Berlino, 26 dicembre 1920) è stato un sindacalista e politico tedesco.
Legien nacque a Marienburg, in Prussia Occidentale (oggi Malbork, in Polonia).
Entrò nella SPD nel 1885 ed un anno più tardi nel movimento sindacale. Fu deputato al Reichstag dal 1893 al 1898 e poi dal 1903 al 1920.
Nel 1919 fu il primo segretario del sindacato ADGB, ed in questo ruolo organizzò - nel 1920 - lo sciopero generale contro il Putsch di Kapp.
Nel marzo del 1920 il Reichspräsident Friedrich Ebert gli offrì di formare il nuovo governo, ma Legien rifiutò (cancelliere diverrà Hermann Müller).
È sepolto al Zentralfriedhof Friedrichsfelde (il Memoriale dei Socialisti) di Berlino, ed un busto lo ricorda nel quartiere di Kreuzberg. Gli è stato dedicato un complesso residenziale nel quartiere di Prenzlauer Berg, la Wohnstadt Carl Legien.